# ナンボー
ナンボー （英: Nambour）は、オーストラリアのクイーンズランド州南東部にある町。州都ブリスベンから北へ101kmのサンシャイン・コーストの内陸部ブラッカル山地のふもとのところにある。人口は1万1187人（2016年）。以前にはマルーチー市の市役所が置かれ、今もサンシャイン・コースト地域の行政の中心になっている。

## 由来
ナンボーという名は、アボリジニの言葉でブラシノキ属シダレハナマキという植物を指すnaambaが転訛したものである。

## 歴史
ナンボーには1870年にマシュー・キャロルによって最初の植民が行われた。その当時、街はペトリーズ・クリークと呼ばれていた。その後、1890年にマルチー地区委員会が設立され、1891年にはノース・コースト線が延伸されナンボーにも達した。それに合わせてペトリーズ・クリークはナンボーという名の家畜駅にちなんでナンボーと改称した。
町内のミル、カリー、ハワードの各通りの中央分離帯にはかつてクーラム・トラムが通っていた。トラムは1920年代初頭には旅客と砂糖黍輸送の目的で使われていた。トラムはモートン中央サトウキビ製糖工場トラムウェイの一部を形成したが、今では線路と信号照明が残されるのみである。街の近くには1990年11月にブルース・ハイウェイが開通した。

## 産業
ナンボーの主要産業は製糖で、郊外には広大なサトウキビ畑が広がっており、街の中心部にはモートン製糖工場があった。しかし工場は2003年に閉鎖され、この地域一帯の製糖業の行く末は確かでない。その他の産業として、観光業やトロピカルフルーツの生産が挙げられる。街の南のはずれにはビング・パイナップルという観光名所があり、これはその二つの産業を反映している。ナンボーには他にもビッグ・マカダミアナッツの像などがある。

## ゆかりのある有名人
ナンボーはテニス選手のパトリック・ラフターのデビュー戦が行われたことでも知られる。彼が16歳でジュニア選手権優勝を決めたとき、地元のテニスクラブの壁には彼の名が記された。すると彼は全米オープンで二度優勝を果たした。彼の家族は今でも地区の有名人で、敬愛されている。
ナンボー出身の有名人として、ナショナルラグビーリーグ選手のビル・スレイター、クリケット選手のアシュリー・ノフク、プロサーファーのジョエル・パーキンソン、スティーブ・アーウィンの娘のビンディ・アーウィン、元首相のケビン・ラッド、元財務相のウェイン・スワン、1991年の全英オープン優勝者のイアン・ベーカーフィンチ、ロックバンドのパウダーフィンダーのドラム担当のジョン・コグヒル、クイーンズランド・ブルズの打者のリー・カーセルダインなどがいる。
ケビン・ラッド、ウェイン・スワン、そしてクイーンズランド・ナショナルズの副主将のフィオナ・シンプソンはナンボー州立高校に通っていた。
唱歌、I've Been Everywhereのオリジナルバージョンにはナンボーの地名も出てくる。
クリスチャン音楽のバンド、ニューボーイズのドラム担当のダンカン・フィリップスはナンボーで生まれた。

## 町内の学校
- ナンボー州立高校 (Nambour State High School)
- バーンサイド州立高校 (Burnside State High School)
- ナンボー州立学校 (Nambour State School)
- バーンサイド州立学校 (Burnside State School)
- セント・ジョンズ・カレッジ (St John's College)
- セント・ジョゼフズ学校 (St Joseph's School)
- ナンボー・クリスチャン・カレッジ (Nambour Christian College)
- サンコースト・クリスチャン・カレジ (Suncoast Christian College)
- ブラッカル・レンジ私立学校 (Blackall Range Independent School)